# Murut

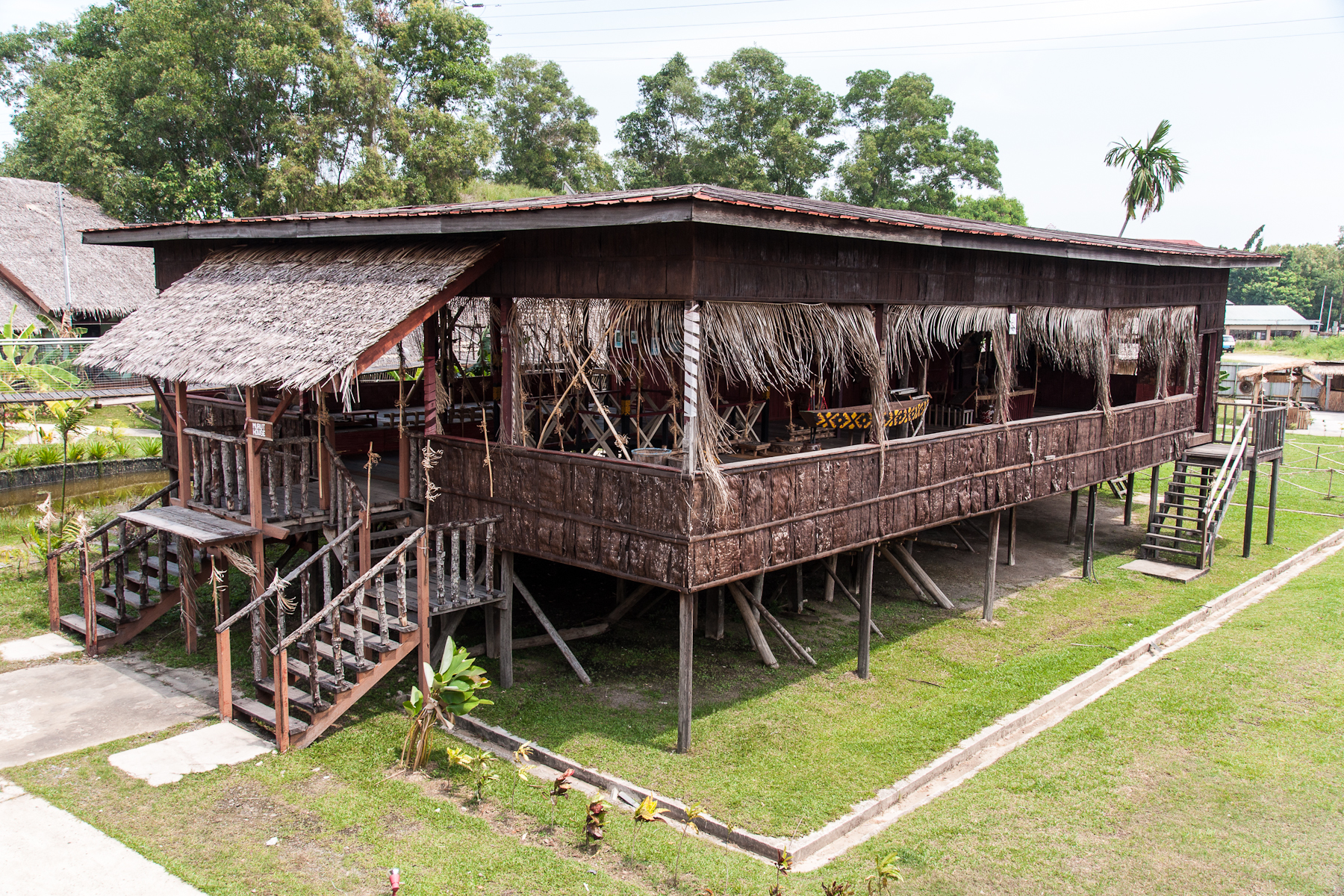
Langhaus der Murut

Die Murut sind ein indigenes Volk des malaysischen Bundesstaates Sabah. Sie leben im Landesinneren des nördlichen Borneo, insbesondere in den Bezirken von Keningau, Tenom und Nabawan Pensiangan, entlang der Flüsse Sapulut und Padas. Murut lässt sich als Bergvolk übersetzen.
Die Murut werden in zwei Untergruppen unterteilt, die Tagol (Flachland) und Timugon (Hochland). Sie sprechen Murutsprachen, welche zur austronesischen Sprachfamilie gehören. Das Tagol Murut dient als gemeinsame Verkehrssprache.

## Lebensweise
Die Murut waren die letzten von Sabahs Völkern, die die Kopfjagd aufgaben. Ähnlich wie bei den Iban in Sarawak spielte das Sammeln von Köpfen der Feinde im animistischen Glauben der Murut eine große Rolle. Ein Mann konnte zum Beispiel nur heiraten, wenn er der Familie seiner zukünftigen Frau wenigstens einen Kopf vorweisen konnte.
Die Murut betreiben Brandrodung und bauen Bergreis und Tapioca an. Ihren Speiseplan ergänzen sie durch die Jagd mit dem Blasrohr und gelegentliches Fischen. Sie leben in gemeinschaftlichen Langhäusern, in der Regel in der Nähe eines Flusses, den sie als Verkehrsader nutzen. Viele haben ein fundamentalistisches Christentum angenommen, was zu einigen Verlusten bei ihrem Brauchtum geführt hat.
Die traditionelle Bekleidung der Männer besteht aus einer Jacke aus der Rinde des Brotfruchtbaums (Artocarpus tamaran), einem roten Lendenschurz und einem mit den Federn eines Argusfasans (Argusianus argus) dekorierten Kopfschmuck. Die Frauen tragen eine schwarze ärmellose Bluse und einen Sarong, der bis unter die Knie reicht. Wie die meisten anderen indigenen Völker Sabahs schmücken die Murut ihre Kleidung mit Perlenschmuckmustern und stellen Gürtel aus Silbermünzen her. Eine andere Art Gürtel, der aus rotbraunen Glasperlen sowie gelben und blauen Perlen gemacht war, wird lose um die Hüfte getragen.
Die Hochzeitsfeiern der Murut können mehrere Tage dauern. Alte chinesische Vasen oder Krüge nehmen einen bedeutenden Platz in ihren Bräuchen ein. Vasen gelten auch als der Platz von Geistern und größere wurden früher als Särge verwendet.

## Murut in Sarawak
Der Begriff Murut wird gelegentlich auch für eine andere Volksgruppe von Borneo gebraucht, nämlich die hauptsächlich in Sarawak lebenden Lun Bawang. Da diese jedoch kulturell und historisch nichts mit den Murut aus Sabah gemein haben, wird in der jüngeren Vergangenheit vermehrt dazu übergegangen, den Begriff nicht mehr für sie zu verwenden, sondern sie nur noch als Lun Bawang zu bezeichnen. Dennoch sorgt dies gelegentlich für Verwechslungen.